# NGC 1595
NGC 1595 ist eine elliptische Galaxie vom Hubble-Typ E3 im Sternbild Caelum am Südsternhimmel. Sie ist schätzungsweise 207 Millionen Lichtjahre von der Milchstraße entfernt und hat einen Durchmesser von etwa 80.000 Lj. Die Entfernungsmessungen basierend auf den Radialgeschwindigkeiten stimmen nicht mit den rotverschiebungsunabhängigen Entfernungsschätzungen von 126 ± 46 Millionen Lichtjahren überein.
Im selben Himmelsareal befindet sich u. a. die Galaxie NGC 1598.
Das Objekt wurde am 3. Dezember 1837 von John Herschel entdeckt.